# Talant Dujshebaev
Talant Dujshebaev (ryska: Талант Мушанбетович Дуйшебаев, Talant Musjanbetovitj Dujsjebajev), född 2 juni 1968 i Frunze i Kirgiziska SSR (nuvarande Bisjkek i Kirgizistan), är en sovjetiskfödd rysk-spansk handbollstränare och tidigare handbollsspelare (mittnia).
Som spelare var Talant Dujshebaev den förste att två gånger bli utsedd av IHF till Årets bästa handbollsspelare i världen, 1994 och 1996. Vid sekelskiftet utsågs han till århundradets näst bäste spelare, efter Magnus Wislander. Han spelade i flera klubbar under sin karriär. Han avslutade spelarkarriären i BM Ciudad Real som spelande tränare 2005–2007 och tog sedan vid som enbart tränare. Sedan 2014 är han huvudtränare för det polska klubblaget KS Kielce, där han tränat sina båda söner Alex (född 1992) och Daniel Dujshebaev (född 1997).

## Biografi

### Klubblagsspel
Talant Dujshebaev började spela handboll vid 14 års ålder i Burevestnik, i hemstaden Frunze (nuvarande Bisjkek i Kirgizistan). Han etablerade sig som en av de bästa spelarna i sitt lag och hösten 1985 värvades han av klubben SK Kuntsevo i Moskva. Han togs sedan in i armén och anlände så småningom till arméns klubb, CSKA Moskva, som precis vunnit Cupvinnarcupen 1987. Dujshebaev spelade dock främst med juniorlaget den första säsongen och ingick inte i truppen som 1988 vann Europacupen (nuvarande Champions League). Främsta meriten med CSKA blev en finalplats 1991 i IHF-cupen, som laget förlorade mot RK Borac Banja Luka. Att framgångarna inte blev fler i CSKA berodde till stor del på SKA Minsks dominans under denna period.
Efter OS-guldet 1992 skrev Dujshebaev på för den spanska klubben Teka Cantabria.

### Landslagsspel
Dujshebaev vann guld med Förenade laget vid OS 1992 i Barcelona. Han blev också, med 47 gjorda mål, turneringens främste målgörare. Han blev också uttagen som mittnia i turneringens all-star team. Ett år senare deltog han med Rysslands landslag vid VM 1993 och vann guld även där.
Den 10 februari 1995 blev Dujshebaev spansk medborgare och debuterade den 21 april 1995 för Spaniens landslag. I maj–juni 1996 spelades Europamästerskapet i Spanien, där han var med om att ta EM-silver. Två månader senare vid OS 1996 i Atlanta var han med och tog OS-brons. Vid EM 1998 tog laget EM-silver och vid EM 2000 blev det EM-brons. Även vid OS 2000 i Sydney blev det OS-brons för Spanien. Det blev aldrig några VM-medaljer med Spanien, då laget slutade på fjärdeplats 1999 och 2003.
Dujshebaev utsågs till turneringens mest värdefulla spelare (MVP) vid EM 1996, VM 1997 och OS 2000.

## Tränarkarriär
Dujshebaev började sin tränarkarriär som huvudtränare för BM Ciudad Real i Spanien, först som spelande tränare 2005–2007 och sedan som enbart tränare. 2011 följde han med när laget flyttades och bytte namn till BM Atlético de Madrid. Han tränade laget tills det upplöstes 2013.
I februari 2014 blev han tränare för det polska topplaget KS Kielce och i oktober samma år förbundskapten för Ungerns herrlandslag. Uppdraget för Ungern avslutades i januari 2016. Två månader senare blev han förbundskapten för Polens herrlandslag istället och ledde dem till fjärdeplats vid OS 2016 i Rio de Janeiro. Parallellt ledde han också KS Kielce. 2017 avslutades förbundskaptensuppdraget och sedan dess tränar han enbart KS Kielce.
2017 anslöt Talant Dujshebaevs handbollsspelande söner Alex Dujshebaev (född 1992) och Daniel Dujshebaev (född 1997) till KS Kielce. Alex var nybliven Champions League-mästare med RK Vardar. Daniels första säsong i KS Kielce blev han utlånad till RK Celje. Båda har sedan dess utvecklats till att bli viktiga landslagsspelare för Spanien, i likhet med sin far.
Han blev uttagen i All-Star Team som Bästa tränare i EHF Champions League 2015 och 2022.

## Släktskap
Talant Dujshebaev är far till de professionella handbollsspelarna Alex Dujshebaev (född 1992) och Daniel Dujshebaev (född 1997).